# Vidnava
Vidnava este o arie protejată (arie specială de conservare — SAC, sit de importanță comunitară — SCI) din Republica Cehă întinsă pe o suprafață de 39,34 ha, integral pe uscat.

## Localizare
Centrul sitului Vidnava este situat la coordonatele 50°22′52″N 17°11′57″E / 50.381111°N 17.199167°E.

## Înființare
Situl Vidnava a fost declarat sit de importanță comunitară în aprilie 2005 pentru a proteja 1 specie de animale. Situl a fost protejat și ca arie specială de conservare în decembrie 2013.

## Biodiversitate
Situată în ecoregiunea continentală, aria protejată nu include niciun habitat protejat.
La baza desemnării sitului se află o specie protejată de  nevertebrate: Phengaris nausithous.